# Хинтерленд: Город грехов
«Хинтерленд: Город грехов» (нем. Hinterland) — художественный фильм режиссёра Штефана Рузовицки. Главные роли в фильме исполнили Муратан Муслу и Лив Лиза Фрис. Премьера фильма состоялась 6 августа 2021 года на Международном кинофестивале в Локарно, где он получил приз зрительских симпатий.

## Сюжет
Действие фильма происходит в Вене после окончания Первой мировой войны. Бывший детектив Петер Перг возвращается домой спустя семь лет пребывания в плену. Императора, за которого он когда-то воевал, больше нет. Перг оказывается в чужом для него мире, его прежняя система убеждений ставится под сомнение.
В этой ситуации Перг сталкивается с убийством. Жертва убийства — один из товарищей Перга, с которым он был в Сибири. Перг пытается найти убийцу. Ему помогает судебный врач Тереза Кёрнер. Впоследствии выясняется, что этот товарищ был не единственной жертвой, а стал жертвой серийного убийцы.

## В ролях
- Муратхан Муслу — Питер Перг
- Лив Лиза Фрис — доктор Тереза Кёрнер
- Макс фон дер Грёбен — инспектор Пол Северин
- Марк Лимпах — Виктор Реннер
- Максимильен Жаден — инспектор Хоффман
- Аарон Фриз — Ковач
- Маргарите Тизель — смотритель Суботич
- Маттиас Швайгхофер  — Йозеф Северин

## Производство
Натурные съёмки проходили с 10 сентября по 29 ноября 2019 года в Австрии и Люксембурге. Фильм снят преимущественно в технике хромакей, а дизайн выполнен в основном на компьютере. 
Производство было поддержано Австрийским институтом кино, Filmfonds Wien, Filmstandort Austria (FISA) и провинцией Нижняя Австрия, Filmfund Luxembourg, Creative Europe MEDIA, Eurimages и Tax Shelter Belgium. Была привлечена Австрийская вещательная корпорация.
Трейлер был выпущен в июле 2021 года.

## Критика
Кристоф Петерсен поставил 3,5 из 5 звёзд и пишет, что фильм сначала довольно странный, но потом захватывающий и мрачный. «Хинтерленд», по его словам, был в значительной степени успешным формальным экспериментом, но как исторический триллер, не стесняющийся даже экстремальных образов ужаса, он также развил тёмную, бездонную подоплеку.
Беттина Пеулеке из NDR пишет, что декорации и визуальный стиль напоминают шедевры экспрессионистского немого кино, прежде всего «Кабинет доктора Калигари». По его словам, к этому нужно привыкнуть, и это не всегда работает хорошо, но делает фильм очень интересным историческим триллером о серийном убийце. Дома с кривыми окнами и кривые улицы — это очевидная метафора состояния общества и душевного состояния его предполагаемого героя".
Критик российский жанрового сайта RussoRosso отметил, что фильм «понравится любителям красивых и мрачных детективных историй. [...] есть не только налёт голливудского лоска, но и характерное для европейцев внимание к человеческой психологии – и это тот случай, когда в данной комбинации оба элемента взаимно усиливают, а не ослабляют друг друга».